# 科梅尔西站
科梅尔西站，是法国的一个铁路车站，位于法国城市科梅尔西。

## 位置
科梅尔西站位于科梅尔西市区的西北部，巴黎－斯特拉斯堡铁路294.011公里处。车站大致呈西北-东南走向，开口朝西南。

## 历史
科梅尔西站位于巴黎－斯特拉斯堡铁路线上，曾为巴黎前往阿尔萨斯以及德国南部地区的必经之路。但自2007年法国高速铁路东线通车以来，途径科梅尔西的长途列车全部停运。作为补偿，科梅尔西地方政府曾要求SNCF开行科梅尔西直达巴黎的TGV列车，但因上座率不佳而于2010年停运。
科梅尔西现无直达前往巴黎的列车，乘客需搭乘摆渡巴士，前往默兹TGV站换乘高铁；或乘坐短途列车在Bar-le-Duc进行中转。

## 设施
科梅尔西站设有人工售票窗口，其开放时间如下：
- 周一至周五：9:30~12:50和15:00~18:30
- 周六：9:30~12:20和14:00~18:00
- 周日及节假日：13:00~20:00

此外，科梅尔西站站内还设有自动售票机等设施。

## 站台设置
| 北↑ |             |  |                 |
|     | 未知        |  |                 |
| 2道 |             |  | Nancy方向→      |
| 1道 |             |  | ←Bar-le-Duc方向 |
|     | 侧式 主站房 |  |                 |
| 南↓ |             |  |                 |

## 停靠线路
以下列车线路在科梅尔西站停靠：
| 科梅尔西站列车线路表                                          |      |            |                 |              |
| 线路                                                          | 车种 | 上一站     | 下一站          | 大致运行频率 |
| Reims/Châlons-en-Champagne/Révigny/Bar-le-Duc—Nancy/Lunéville | TER  | Bar-le-Duc | Toul            | 每天10趟左右 |
| Bar-le-Duc—Nancy/Lunéville                                    | TER  | Lérouville | Pagny-sur-Meuse | 每天3趟左右  |
| 1.                                                            |      |            |                 |              |

## 配套交通

### 长途客车
| 停靠科梅尔西站的大巴车 |                     | |
| 上下车地点             | 运营单位            | 主要线路及目的地 |
| 科梅尔西站门口         | 默兹省城际客运 RITM | - 11号线：Rambucourt、Xivray-et-Marvoisin、Richecourt - 12号线：Pagny-sur-Meuse、Delouze-Rosières、Gondrecourt-le-Château - 14号线：Sampigny、Saint-Mihiel、Rouvrois-sur-Meuse、Troyon、Haudainville、Verdun |
| 科梅尔西站门口         | SNCF Car TER        | - Gare de Meuse TGV Voie - Sacrée - 当某条铁路线施工或罢工时，SNCF可能也会提供途径该线路沿途站点的大巴车 |
| 1. 2. 3.               |                     | |

### 市内交通
科梅尔西站附近暂无城市公共交通线路。

### 社会车辆
科梅尔西站门口设有社会车辆停车场。

## 临近车站
| 科梅尔西站（Gare de Commercy） |                      |                |
| 上行车站                       | 线路                 | 下行车站       |
| 南苏瓦-通维勒站                | 巴黎－斯特拉斯堡铁路 | 默兹河畔帕尼站 |
| - 本表仅显示运营中的线路及车站 |                      |                |